# پروتامین
پروتامین (به انگلیسی: Protamine) یکی از پروتئین‌های کوچک هسته سلول است که از اسید آمینه آرژنین سرشار است. این پروتئین در یکی از مراحل اسپرماتوژنز جایگزین پروتئین هیستون در DNA می‌شود و برای باروری و عملکرد اسپرم بسیار مورد نیاز است.